# بیگلری هلدینگ
بیگلری هلدینگ (انگلیسی: Biglari Holdings) شرکت خوشه‌ای آمریکایی است، که در سال ۱۹۸۱ توسط سردار بیگلری تأسیس شد.